# Белоглинское
Белогли́нское (кабард.-черк. Белоглинкэ) — село в Терском районе республики Кабардино-Балкария.
Образует муниципальное образование сельское поселение Белоглинское как единственный населённый пункт в его составе.

## География
Селение находится в южной части Терского района, в 9 км к юго-востоку от районного центра Терек и в 65 км к востоку от города Нальчик.
Площадь территории сельского поселения составляет — 7,75 км2. Из них пашни и пастбища занимают 6,89 км2.
Граничит с землями населённых пунктов: Дейское на западе, Верхний Акбаш на востоке и Плановское на юго-западе.
Населённый пункт расположен на наклонной Кабардинской равнине, в переходной от предгорной в равнинную зоне республики. Средние высоты на территории села составляют 277 метров над уровнем моря. Рельеф местности представляют собой в основном наклонную волнистую равнину без резких колебаний относительных высот.
Гидрографическая сеть в основном представлена рекой Чёрная речка протекающей вдоль восточной окраины села и Белоглинским каналом тянущимся вдоль его западной окраины.
Климат влажный умеренный с тёплым летом и прохладной зимой. Среднегодовая температура воздуха составляет около +10,5°С, и колеблется от средних +22,5°С в июле, до средних −2,0°С в январе. Минимальные температуры зимой крайне редко отпускаются ниже −10°С, летом максимальные температуры достигают +35°С. Среднегодовое количество осадков составляет около 650 мм. Основная часть осадков выпадает в период с апреля по июнь. Основные ветры — восточные и северо-западные.

## История
История села ведет отсчёт с 14 марта 1924 года, когда из села Урожайное выехало 40 семейств на новое место жительства. В память о своём селе, новый населённый пункт первопоселенцами было названо — Малое Абаево.
В 1930 году в период коллективизации, Малое Абаево было переименовано в селение Белоглинское. В том же году жителями села был образован колхоз «Заря коммунизма».
В годы Великой Отечественной войны новое село было фактически разрушено. С освобождением села в январе 1943 года, началось его восстановление.
До 1951 года село административно подчинялось сельсовету села Дейское. Затем передан в состав Верхнеакбашского сельсовета.
В 1992 году село Белоглинское преобразовано в самостоятельное муниципальное образование. Однако администрация села была полностью сформирована лишь в 1998 году.

## Население
| 2002 | 2010 | 2012 | 2013 | 2014 | 2015 | 2016 |
| ---- | ---- | ---- | ---- | ---- | ---- | ---- |
| 432  | ↘414 | →414 | ↗416 | ↘415 | ↗416 | ↘412 |
| 2017 | 2018 | 2019 | 2020 | 2021 | 2023 | 2024 |
| ↗414 | ↗415 | ↘411 | ↗412 | ↗511 | ↗512 | ↗520 |
| 2025 |      |      |      |      |      |      |
| ↗521 |      |      |      |      |      |      |

Плотность — 37.21 чел./км2.
Национальный состав
По данным Всероссийской переписи населения 2010 года:
| Народ      | Численность, чел. | Доля от всего населения, % |
| ---------- | ----------------- | -------------------------- |
| кабардинцы | 410               | 99,0 %                     |
| другие     | 4                 | 1,0 %                      |
| всего      | 414               | 100 %                      |

По данным Всероссийской переписи населения 2021 года:
| Народ               | Численность, чел. | Доля от всего населения, % |
| ------------------- | ----------------- | -------------------------- |
| кабардинцы          | 353               | 69,08 %                    |
| черкесы             | 149               | 29,16 %                    |
| другие / не указано | 9                 | 1,76 %                     |
| всего               | 511               | 100,0 %                    |

Поло-возрастной состав
По данным Всероссийской переписи населения 2010 года:
| Возраст     | Мужчины, чел. | Женщины, чел. | Общая численность, чел. | Доля от всего населения, % |
| ----------- | ------------- | ------------- | ----------------------- | -------------------------- |
| 0 — 14 лет  | 54            | 40            | 94                      | 22,7 %                     |
| 15 — 59 лет | 141           | 114           | 255                     | 61,6 %                     |
| от 60 лет   | 22            | 43            | 65                      | 15,7 %                     |
| Всего       | 217           | 197           | 414                     | 100,0 %                    |

Мужчины — 217 чел. (52,4 %). Женщины — 197 чел. (47,6 %).
Средний возраст населения — 33,1 лет. Медианный возраст населения — 30,9 лет.
Средний возраст мужчин — 30,3 лет. Медианный возраст мужчин — 28,5 лет.
Средний возраст женщин — 36,2 лет. Медианный возраст женщин — 33,0 лет.

## Местное самоуправление
Структуру органов местного самоуправления сельского поселения составляют:
- Глава сельского поселения — Максидов Аслан Анатольевич.
- Администрация сельского поселения Белоглинское — состоит из 3 человек.
- Совет местного самоуправления сельского поселения Белоглинское — состоит из 5 депутатов.

Адрес администрации сельского поселения — село Белоглинское, ул. Пачева, № 8.

## Образование
- Начальная школа Детский сад — ул. Пачева, 13.

В селе отсутствуют средне-образовательные учреждения. Ближайшая средняя школа расположена в селе Верхний Акбаш.

## Здравоохранение
- Участковая больница — ул. Пачева, 11.

## Культура
- Дом культуры

Общественно-политические организации:
- Адыгэ Хасэ
- Совет ветеранов труда

## Экономика
Основу экономического потенциала муниципального образования составляет сельское хозяйство. В структуре посевных площадей удельный вес составляют: зерновые — 15 %, кукуруза — 80 %, овощи и бахчевые — 5 %.

## Улицы
| Будённого  |
| Ворошилова |
| Комарова   |

| Мира       |
| Молодёжная |
| Пачева     |

| Тельмана      |
| Чернышевского |

## Известные жители
- Хуштов Асланбек Витальевич — олимпийский чемпион 2008 года в Пекине. Мастер спорта международного класса по греко-римской борьбе.